# Albert Desenfans
Constant Albert Desenfans (* 12. Januar 1845 in Genappe; † 12. März 1938 in Braine-l’Alleud) war ein belgischer Bildhauer. Er studierte an der Académie royale des Beaux-Arts de Bruxelles als Schüler von Louis-Eugène Simonis.
In seinem Wohnort Schaerbeek/Schaarbeek wurde die Avenue Albert Desenfans nach ihm benannt.

## Werke (Auswahl)

### Steinfiguren
- Parc de la Dodaine in Nivelles:

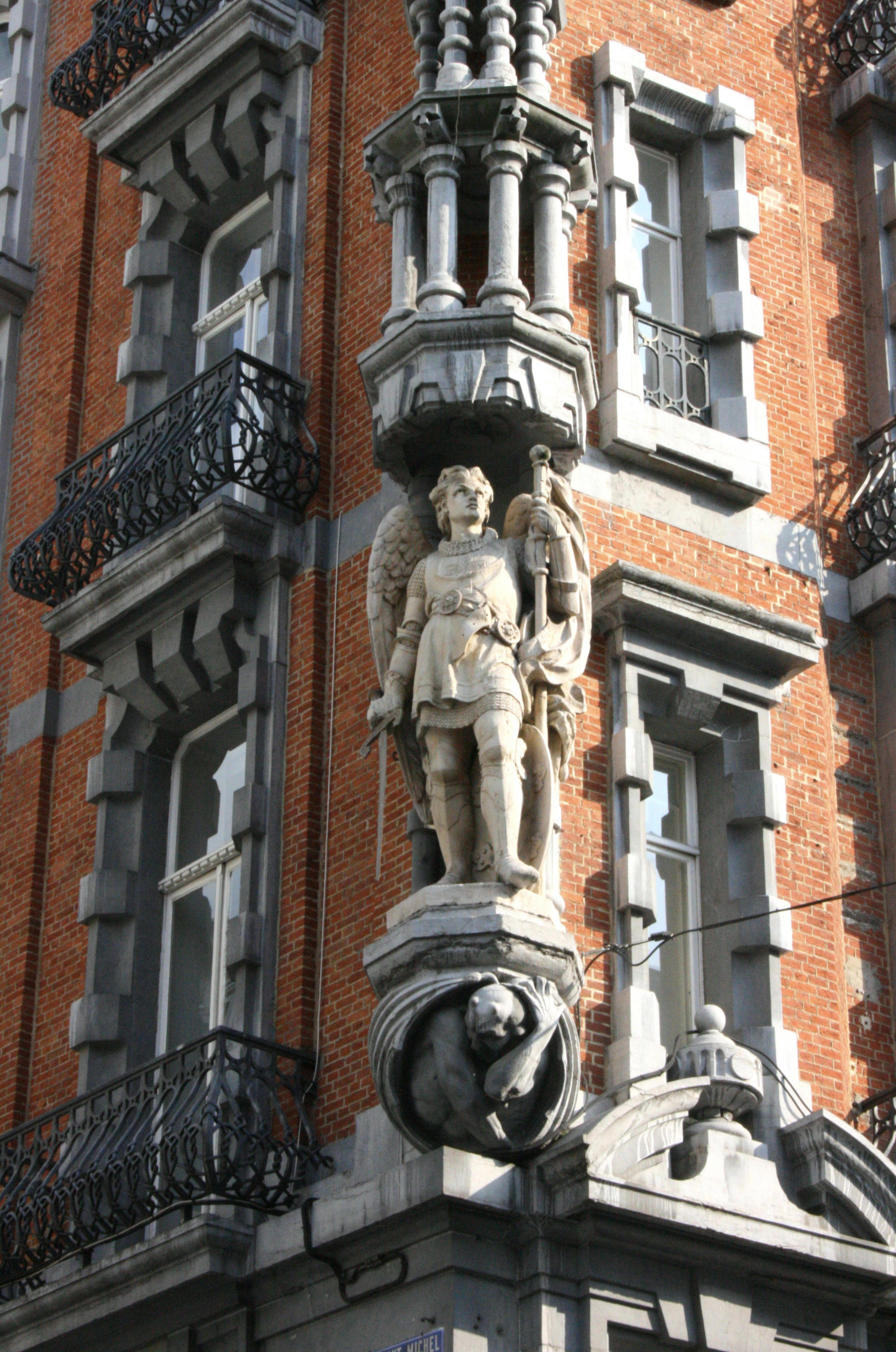
Boulevard Adolphe Max: Saint-Michel

  - Angelots (aus der Hauptpost in Brüssel, die zerstört wurde).
- Passage du Nord in Brüssel:
  - Le Jour (Der Tag)
  - La Nuit (Die Nacht)
- Boulevard Adolphe Max 11-17, Brüssel:
  - Saint-Michel

### Bronzefiguren
- Arcades du Cinquantenaire, Brüssel:
  - Provinz Hennegau (Provinz Hennegau)
  - Province de Limbourg (Provinz Limburg)
- Botanischer Garten Brüssel:
  - Le Lys (Die Lilie)
- Josaphatpark in Schaerbeek/Schaarbeek:
  - Ève tentée par le serpent (Eva von der Schlange versucht)
  - L'élagueur (Der Ausäster)
- Parc du Petit Sablon in Brüssel (Berüfe):
  - Le couvreur de tuiles (Der Dachdecker)
  - Le tanneur (Der Lederer)
  - Le tapissier (Der Polsterer)